# Komargród
Komargród (ukr. Комаргород) – wieś na Ukrainie, w obwodzie winnickim, w rejonie tomaszpolskim.
Dawniej miasteczko. W 1746 w Komargrodzie powstał murowany klasztor franciszkanów, podczas zaborów zamieniony na cerkiew. Prywatne miasto szlacheckie położone w województwie bracławskim było w 1789 roku własnością Kajetana Czetwertyńskiego. Odpadł od Polski w wyniku II rozbioru.
Przetrwał tu dwór z pierwszej połowy XIX w. W drugiej połowie XIX w. przebudowany w stylu willi szwajcarskiej. Jest on otoczony parkiem.